# 人民解放軍 (ミャンマー)
人民解放軍(略称 PLA 、ビルマ語: ပြည်သူ့လွတ်မြောက်ရေးတပ်မတော်  )は、ビルマ共産党（CPB）の軍事部門であり、2021年ミャンマークーデターの後、再結成された。

## 目的と誓約
PLAには2つの目的と4つの誓約がある。

### 目的
1. 軍事独裁政権と軍事独裁者に反対し、マルクス・レーニン主義、毛沢東主義にもとづき、すべての抑圧された人々の完全な解放のために革命戦争を遂行する。
2. 革命が完了した後、プロレタリア階級が主導する新しい人民民主共和国を建設する。

### 誓約
1. われわれは常に抑圧された人々の利益を最優先する。
2. 軍事独裁政権が完全に廃止されるまでわれわれは闘う。
3. われわれは、経済的、社会的、政治的に抑圧された人々を搾取する邪悪な地主主義と邪悪な資本主義と闘い、それを排除する。
4. われわれは人民解放軍から与えられた命令と責任を、生命を犠牲にして遂行する。

## 活動

### 前史
1948年4月、CPBが政府に対して武装蜂起した際に結成された。もちろん、その名称は中国人民解放軍にちなんでいる。1950年9月1日、PLAは革命ビルマ軍（RBA）と合併し、人民軍（Pyithu Tatmadaw）となった。1989年3月、CPBが崩壊した際に人民軍も消滅した。

### 2021年クーデター後
1989年のCPB崩壊後、1990年代後半からシンパがホームページを維持していたものの、幹部たちは皆死んだか、潜伏したか、中国に亡命したかで、CPB/PLAは事実上機能不全に陥っていた。しかし、2017年初頭頃から、元CPB老党員、亡命党員と共産主義に感化された若者たちが協力してCPB/PLAの復活が画策された。若者たちは、左翼学生組織・全ビルマ学生組合連合のザガイン地方域シュウェボ支部のメンバーが主体だった。
2018年、若者たちはカチン独立軍（KIA）の下で軍事訓練を受けたが、この際は武装組織結成とはならず、CPBの地下組織を通じて地下活動をするにとどまっていた。しかし、2021年2月1日、クーデターが発生すると、CPBはホームページに声明を発表。そして、3月15日、32人の幹部によって、人民解放軍（PLA） の再結成が宣言された。2025年7月現在、ニーニーチョー（Ni Ni Kyaw）という女性が、CPBの書記長を務めている。
再結成後、CPB/PLAは、共産主義の普及・啓蒙には力を入れておらず、抵抗勢力との同盟関係構築に注力しており、主にミャンマー民族民主同盟軍（MNDAA）とタアン民族解放軍（TNLA）の下で活動している。1027作戦にもPLAの兵士500人が参加した。
2025年3月のインタビューで、ニーニーチョーは、仮にMNDAAやTNLAが中国の圧力に屈して軍政と停戦合意を結んでも、抵抗運動を続けると述べている。また、アニャー地域へ進出する意向も明らかにしている。

## 組織

### 組織構造
老幹部の上級政治委員会と、若手幹部の作戦委員会の2つの組織から構成され、政治的決定は前者、現場の作戦指揮は後者が担当している。作戦委員会には総司令官、副司令官、書記長が含まれ、作戦指揮官は3つの地域大隊を監督している。

### 兵力
約1,000人。2023年の時点では、MNDAA第611旅団に400以上の兵力を持つPLAの2個大隊が編入されていた。
メンバーは、シャン州北部、ザガイン地方域、マンダレー地方域出身の元学生活動家、農民などで、多民族構成である。入隊の際には、共産主義に共感しているか否かがチェックされ、入隊後も連邦制、革命史、捕虜の取り扱い方などの抗議を受ける。女性のメンバーも多く、原則、前線での戦闘には参加しないが、ドローン部隊や医療部隊で活動している。
軍事訓練は、KIA、MNDAA、KNDFの下で受けている。

### 活動地域
PLAは以下の7つの軍管区を設定している。
- 第1軍管区 - ザガイン地方域
- 第2軍管区 - シャン州タアンランド
- 第4軍管区 - イラワジ・デルタ（英語版）。名目上存在するが地上作戦を実行する段階にない。
- 第5軍管区 - タニンダーリ地方域。カレン民族解放軍（KNLA）第4旅団の影響下にある地域だが、この地域のPLA部隊はCPB/PLAから完全に離脱し、コートレイ軍（KTLA）や地元のPDFと南部三兄弟同盟を結成したと伝えられる[11]。
- 第6軍管区 - シャン州コーカン地区
- 第815軍管区/北西軍管区 - ザガイン地方域インマーピン県・マンダレー地方域ミンジャン県・マグウェ地方域パコック県
- 第315軍管区 - カヤー州ロイコー郡区

タニンダーリ地方域、コーカン、ザガイン地方域、タアンランド、ナガランドで活動しているとしているが、タニンダーリ地方域とナガランドでは拠点を築くことが出来ず、現在はザガイン地方域とマンダレー地方域・モーゴッを中心に活動している。

### 資金源
寄付金に依存しているが、2024年からTNLAの領土付近でトラックや金鉱に対する課税を始めた。PLAの窮状を知っているTNLAは黙認している。兵器と食料は主にMNDAAとTNLAから供給されているが、MNDAAは支援を縮小している。NUGからはドローン技術と一部の医療支援を受けているが、資金や弾薬は受け取っていない。